# フェリクス・モリソ＝ルロワ

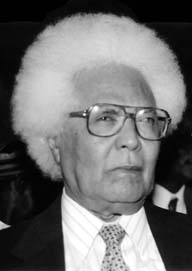
フェリクス・モリソ＝ルロワ

フェリクス・モリソ＝ルロワ (Félix Morisseau-Leroy, ハイチ語: Feliks Moriso-Lewa, 1912年3月13日 - 1998年9月5日) はハイチの教育者・作家、ハイチ語で最初に作品を公表した。ハイチ語を教育に取入れ、ハイチ語とフランス語で作品を公表した。1961年にハイチ語は公用語とされた。モリソはガーナとセネガルにも渡り国民文学の開発を援助しようとした。1981年モリソはマイアミに渡り、ハイチ人コミュニティの統合とハイチ語の学術化を試みた。

## 生い立ち
1912年に南東県グラン・ゴジェの裕福なムラートの家庭に生まれたモリソはジャクメルで英語と仏語を学び、将来の妻ルネと出会った。彼女がモリソの才能を見出し、モリソも彼女を作品の源だと認めた。
1940年代に米国のコロンビア大学の大学院で文学を専攻し、ハイチに戻るとポルトープランスで教職に就いた。そこでモリソは路上のクレオールに注意を向け、書き言葉としてハイチの統合に繋がると考えた。ハイチでは仏語は知識階級の言語でクレオールは民衆の言語だった。モリソはジャクメルでルネと結婚し、作詩を行った。2人の息子と1人の娘をもうけた。

## 業績
モリソ＝ルロワは文学と演劇を教え、作家や記者としても活動した。モリソはハイチ語の書き言葉としての普及を図った。モリソが最も注目されたのはソポクレスのアンティゴネーをハイチ語に訳し、ブードゥー教の人格も付け加えて Wa Kreyon として公表したことだった。
フランソワ・デュヴァリエの独裁時代に活躍していた作家の多くが殺され、彼も脅迫を受けた。モリソはパリでの劇の上演の際にそのまま亡命した。その頃エメ・セゼール、レオポルド・サンゴールらによるネグリチュード運動が盛んであった。モリソはナイジェリアやガーナ、セネガルに渡り演劇運動を指導したりした。
ガーナでは7年を費やし、ガーナではハイチから亡命したジャン・ブリエール、ジェラール・シュネ、ロジェ・ドルサンヴィルらもいた。
1981年マイアミに移住し、ハイチ人コミュニティでハイチ語と文学を教えた。地元紙 Haiti en-Marche に毎週コラムを寄稿した。1991年にはジャン＝ベルトラン・アリスティドの就任式に招かれた。1995年に最後の作品となった Les Djons d'Haiti Tom （ハイチの勇気ある人々）を発表した。この作品は1915年のアメリカ海兵隊によるハイチ侵攻から1991年のアリスティドに対する1度目のクーデタまでの故郷のジャクメルの人々の物語だった。
晩年は白髪のアフロが彼のトレードマークになった。1991年にジェフリー・ナップ、マリー・マルセル・ブトー・ラシーヌ、マリー・エレーヌ・ララク、スージ・バロンらによる英訳集 Haitiad and Oddities がマイアミで出版された。元々仏語で書かれた "Natif Natal" と元々ハイチ語で書かれた "Boat People," "Thank You Dessalines," "Water," などの12の詩が集録された。1998年にマイアミで亡くなった。

## 脚註
1. 1 2 3 4 5  Nick Caistor, "Obituary: Felix Morisseau-Leroy", Independent, 11 Sep 1998.
2. ↑  "Biography of Felix Morisseau-Leroy", Lehman Library, City University of New York.

## 作品
- Dyakout I (Diacoute) (1953) 詩集、6言語に翻訳された。
- Plénitudes (1940), 詩
- Natif-natal, conte en vers (1948), 散文
- Dyakout (Diacoute) (1951), 詩
- Wa Kreyon (Antigone) ハイチ語 (1953), 戯曲
- Haitiad and Oddities (1991), 詩集
- Les Djons d'Haiti Tom (People of Haiti with Courage) (1995)